# Митинский, Владимир Николаевич
Владимир Николаевич Митинский (4 апреля 1925, Заплавное, Царицынская губерния — 6 января 2010, Тейково, Ивановская область) — советский и российский инженер-электрик и организатор энергетики. Заслуженный энергетик Российской Федерации (1997). Почётный гражданин города Тейково (1998).

## Биография
Родился 6 апреля 1925 года в селе Заплавное (ныне в Волгоградской области) в семье крестьянина. С 1930 года вместе с родителями переехал в Сталинград, где его родители работали на строительстве Сталинградского тракторного завода.
С 1942 года, в период Великой Отечественной войны, после окончания восьми классов Сталинградской средней школы начал трудовую деятельность рабочим на Сталинградском тракторном заводе, вместе с работниками завода был участником обороны города от нашествия гитлеровских войск. В начале 1943 года призван в ряды Рабоче-Крестьянской Красной армии и направлен в действующую армию, на фронт. В составе 176-го стрелкового полка 46-й стрелковой дивизии 64-й армии в должности стрелка, автоматчика и в последующем командира противотанковой пушки воевал на Сталинградском и Воронежском фронтах, был участником Сталинградской битвы, прошёл с боями всю Европу, войну окончил в Восточной Пруссии.
В 1950 году был демобилизован из рядов Советской армии. С 1950 по 1952 годы получал среднее образование, обучаясь в Сталинградской школе рабочей молодёжи.
С 1952 году по 1957 годы проходил обучение в Сталинградском сельскохозяйственном институте, по окончании института получил специализацию — инженер-электрик.
С 1952 по 1983 годы работал на инженерных и руководящих должностях в электросетях Ивановской области и города Тейково, при непосредственном участии В. Н. Митинского были электрифицированы колхозные и совхозные хозяйства, свинокомплексы и птицефабрики Тейковского района Ивановской области. С 1983 по 2003 годы, в течение двадцати лет, В. Н. Митинский был руководителем Тейковских городских электрических сетей. Под руководством и при непосредственном участии В. Н. Митинского была полностью модернизирована система электроснабжения города Тейково, было построено двенадцать современных трансформаторных подстанций с двухсторонним резервным питанием, что позволило значительно увеличить надёжность и бесперебойность электроснабжения города, уличное освещение города было полностью переведено на автоматический режим работы, было значительно сокращено аварийное отключение городских энергосетей из за модернизации высоковольтных кабельных линий.
Помимо основной деятельности В. Н. Митинский был депутатом Тейковского городского Совета народных депутатов и членом Тейковского городского комитета КПСС.
18 декабря 1997 года «За заслуги в области энергетики и многолетний добросовестный труд» В. Н. Митинскому было присвоено почётное звание — Заслуженный энергетик Российской Федерации.
24 апреля 1998 года «За заслуги перед городом Тейково» В. Н. Митинскому было присвоено почётное звание — Почётный гражданин города Тейково.
Скончался 6 января 2010 года, похоронен на городском кладбище города Тейково.

## Награды
- Ордена Отечественной война II степени (6.11.1985)[1]
- Медаль «За победу над Германией в Великой Отечественной войне 1941—1945 гг.»
- Медаль «За доблестный труд в Великой Отечественной войне 1941—1945 гг.»
- Медаль Жукова

### Звания
- Заслуженный энергетик Российской Федерации (18.12.1997[4])
- Почётный гражданин города Тейково (№ 37 от 24.04.1998[2])